# Cal Canet (Moià)
Cal Canet és un edifici del municipi de Moià (Moianès) que forma part de l'Inventari del Patrimoni Arquitectònic de Catalunya.

## Descripció
És una casa entremitgera de planta rectangular (més llarga que no pas ampla), de tres pisos i soterrani, que aprofita el desnivell amb el carrer inferior. D'entrada, un gran arc de mig punt i adovellat, adornat amb motllura, accedeix a l'habitatge. Al primer pis hi ha dues obertures molt similars, amb llinda i datades al segle xviii. A les golfes hi ha també dues obertures amb llinda, més petites. El carener és paral·lel a la façana, la teulada a doble vessant i el ràfec de rajol. Al costat de l'entrada hi ha una petita finestra amb llangardaix de ferro.

## Història
L'interès de la casa ve donat per la seva senzillesa en l'estructura i per haver estat poc reformada. Segons les llindes de la casa (finestres del primer pis), pot ser datada del segle XVIII- 1720 i 1744. Els soterranis de la casa han estat utilitzats tradicionalment pel bestiar. El primer pis com a habitatge i el segon per habitatge i golfes. És remarcable la composició de la façana.